# Chloropoea echerioides
Chloropoea echerioides är en fjärilsart som beskrevs av Talbot 1941. Chloropoea echerioides ingår i släktet Chloropoea och familjen praktfjärilar. Inga underarter finns listade i Catalogue of Life.